# Мохаммед аль-Рубайе
Мохаммед бин Фарадж бин Саид Аль-Рубайе Аль-Ями, известен как как Мохаммед Аль-Рубайе или Мохаммед Аль-Ями (араб. محمد الربيعي‎; род. 14 августа 1997, Наджран) — саудовский футболист, вратарь клуба «Аль-Ахли» и национальной сборной Саудовской Аравии.

## Клубная карьера
Родился 14 августа 1997 года. Воспитанник футбольной школы клуба «Аль-Ахли». Взрослую футбольную карьеру начал в 2018 году в основной команде того же клуба, однако на поле в основном составе не выходил.
В середине сезона 2018/2019 года был отдан в аренду в другой саудовский клуб «Аль-Батин», провёл в клубе один сезон. Дебютировал в высшей лиге чемпионата Саудовской Аравии 19 октября 2018 года, по ходу сезона провёл 6 матчей.
Снова присоединился к составу клуба «Аль-Ахли» в 2020 году. После возвращения из аренды подписал с клубом контракт на четыре года. В сентябре 2020 года впервые вышел на поле в составе клуба.

## Выступления за сборные
В 2016 году дебютировал в составе юношеской сборной Саудовской Аравии (U-19), всего на юношеском уровне принял участие в 3 играх, пропустив 4 гола.
В течение 2017—2018 годов привлекался в состав молодежной сборной Саудовской Аравии. На молодёжном уровне сыграл в 5 официальных матчах, пропустил 7 голов.
В 2020 году дебютировал в официальных матчах в составе национальной сборной Саудовской Аравии. В этом же году был вызван в сборную для участия в Олимпийских играх, однако на самом турнире на поле не выходил.
В составе сборной являлся участником кубка Азии по футболу 2019 года в ОАЭ, чемпионата мира 2022 года в Катаре.